# Franz von Erlach
Hans Franz Ludwig von Erlach (ur. 25 listopada 1819 w Bernie, zm. 14 lutego 1889 tamże) – szwajcarski artylerzysta. Z polecenia swojego rządu przyjechał do Królestwa Polskiego, aby zanalizować z autopsji powstanie styczniowe pod względem wojennym. Chodziło mu o znalezienia odpowiedzi na pytanie: Czy jakieś elementy strategii powstańczej będą mogły być, (w razie konieczności), wykorzystane w armii szwajcarskiej?
Przebywał przez 7 miesięcy w oddziałach Karola Krysińskiego (5. Oddział Podlaski) i Józefa Władysława Ruckiego (3. Oddział Lubelski), jednych z najdłużej walczących i najbardziej uzdolnionych dowódców powstańczych. Na bazie sporządzanych na bieżąco notatek wydał następnie raport (1866) w którym zawarł charakterystykę powstańczej taktyki, broni, umundurowania, organizacji partii zbrojnych, stosunków ludności cywilnej do powstania, życia codziennego walczących, notki biograficzne najważniejszych partyzantów itp. Całość uzupełnia kilkanaście planów wybranych bitew i potyczek.
Nikt z żyjących ówcześnie ludzi nie napisał tak szczegółowej analizy armii powstańczej. Wszystko to czyni tę pracę unikatową i najważniejszym źródłem o wojnie lat 1863–1864.